# Paracoenia
Paracoenia is een vliegengeslacht uit de familie van de oevervliegen (Ephydridae).

## Soorten
- P. ampla Mathis, 1975
- P. beckeri (Kuntze, 1897)
- P. bisetosa (Coquillett, 1902)
- P. calida Mathis, 1976
- P. fumosa (Stenhammar, 1844)
- P. fumosalis Cresson, 1935
- P. quatei (Wirth, 1954)
- P. turbida (Curran, 1927)
- P. wirthi Mathis, 1975